# Szentlélek alászállása fatemplom (Gyerőfidongó)
A gyerőfidongói régi ortodox fatemplomot a helyi hagyományok szerint 1764-ben építették. A kő alapra, tölgyfagerendákból épített épület három oldalán nyitott, árkádos tornác húzódik. 1862-ben valószínűleg átépítették a templomot. A templom négy fiatornyos, fazsindelyes épület.
Belső festményeit Dimitrie Ispas és István nevű segédje készítette 1801-ben.

## Képtár

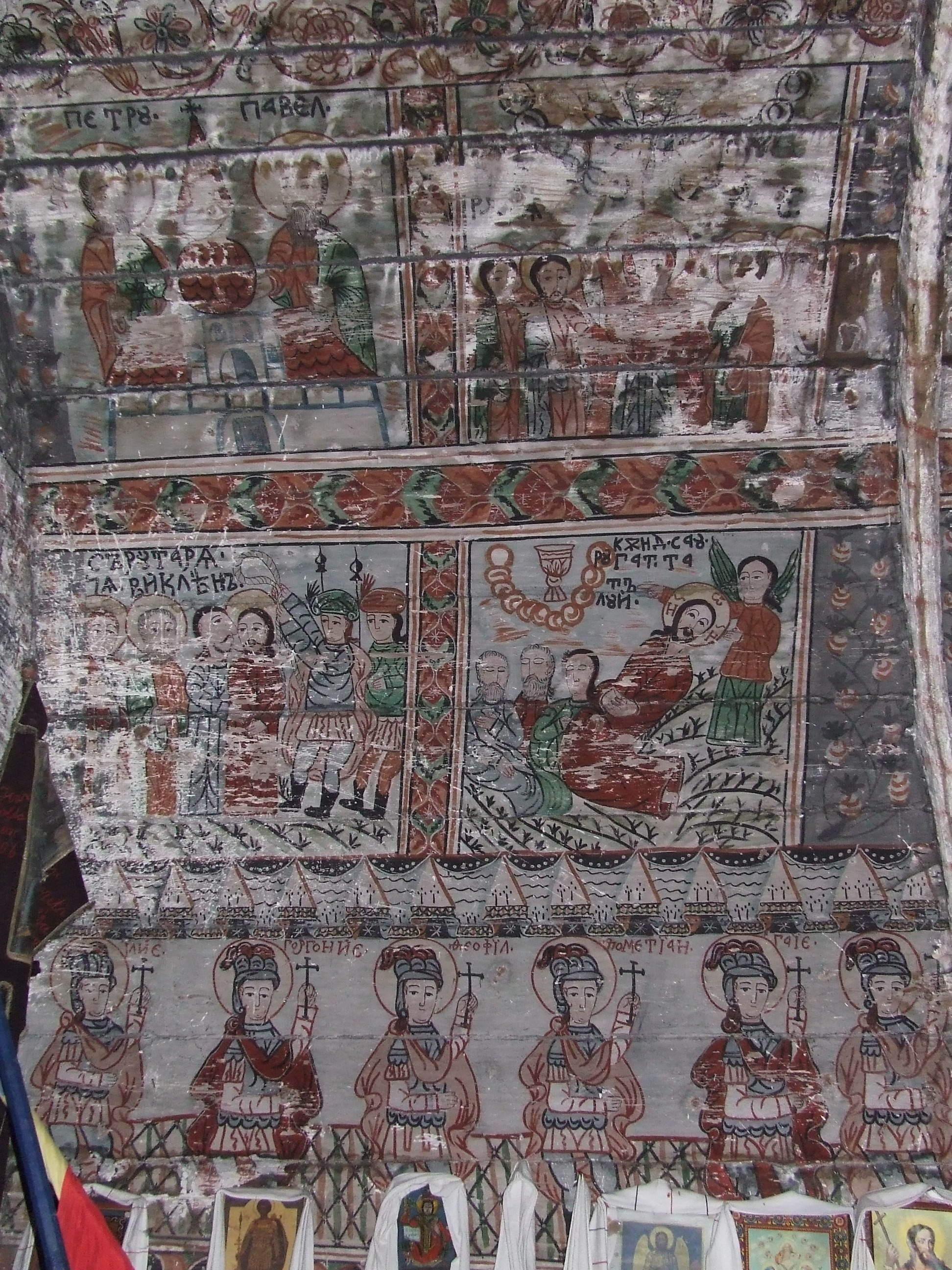
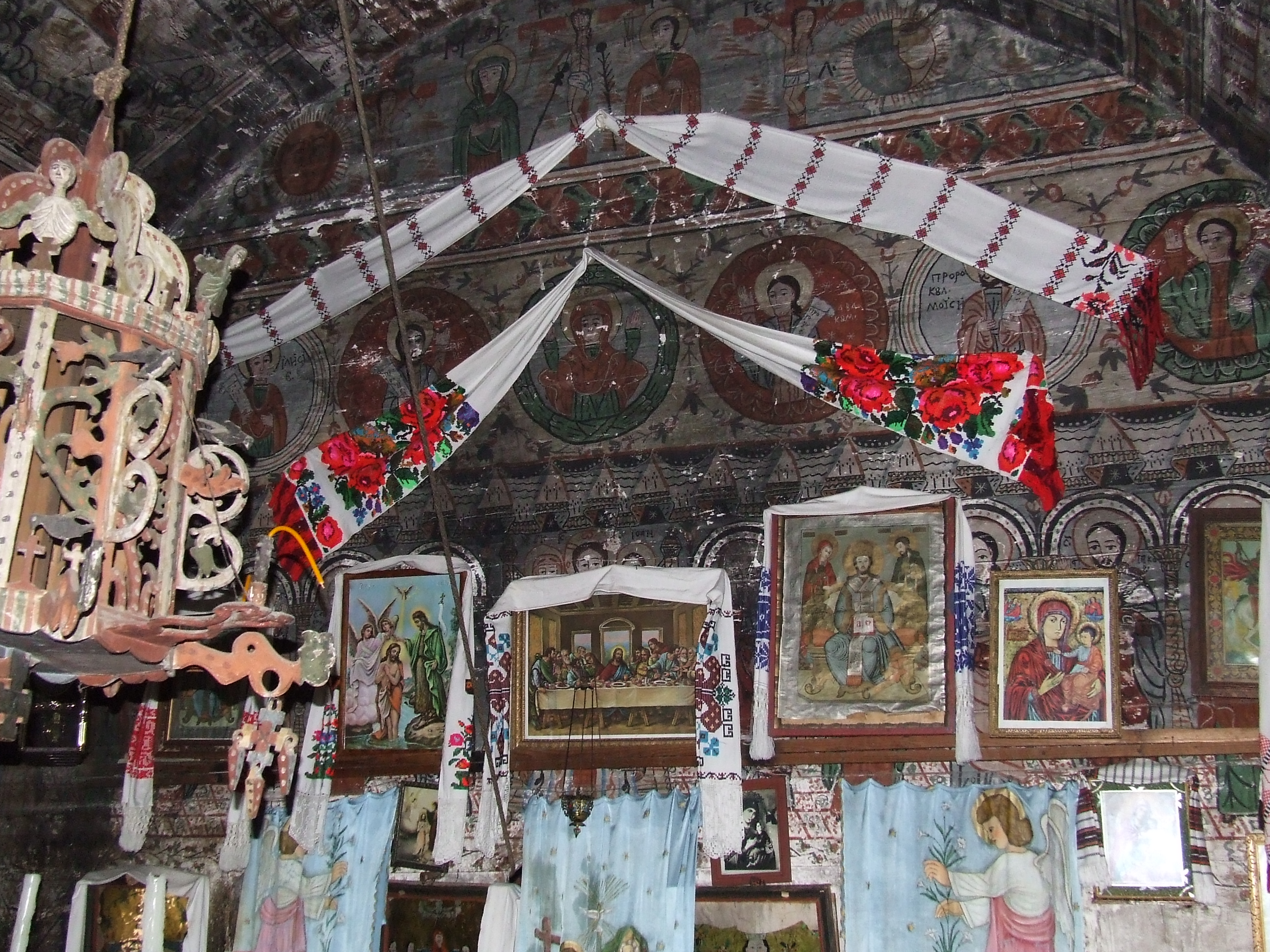
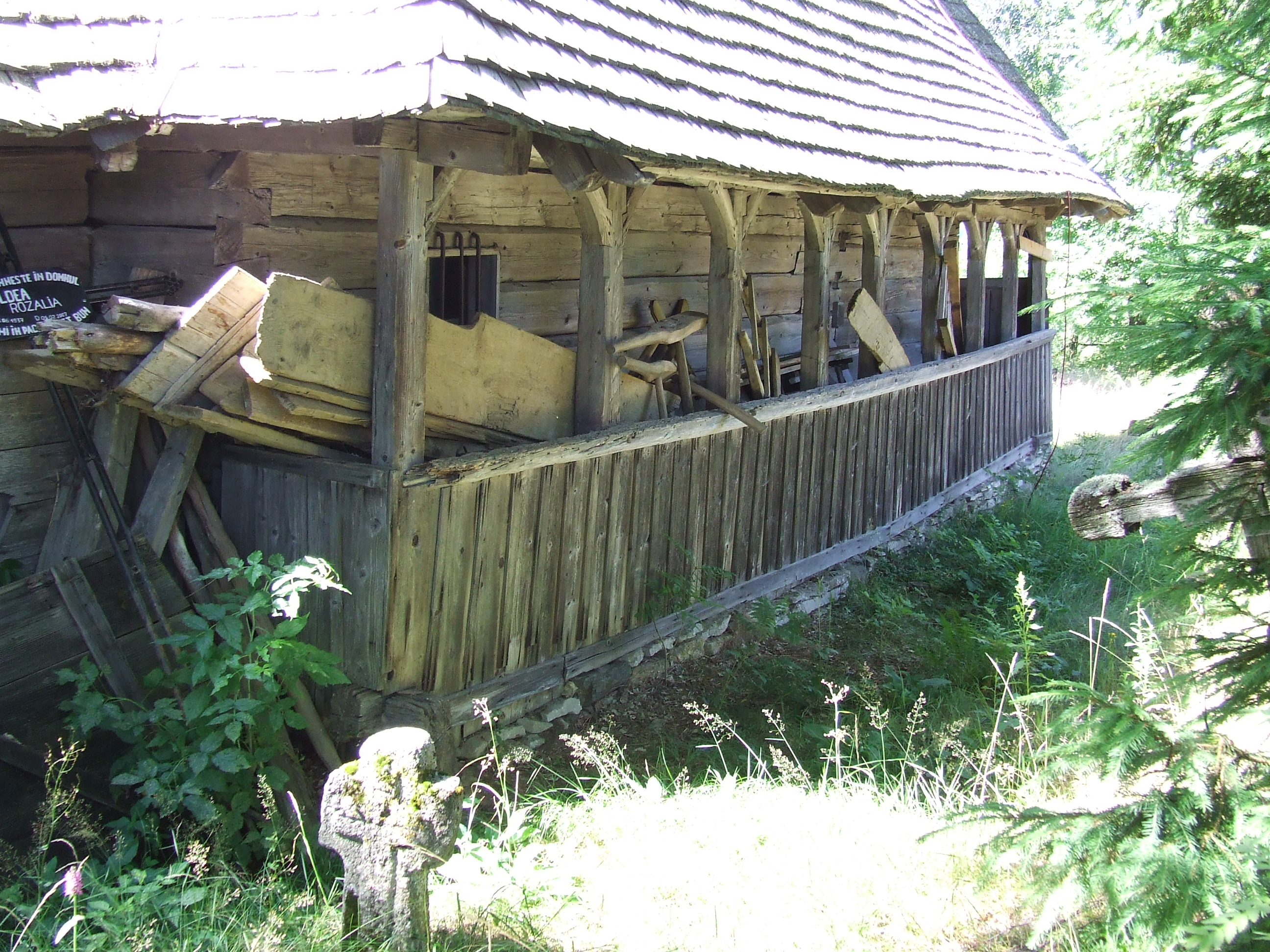
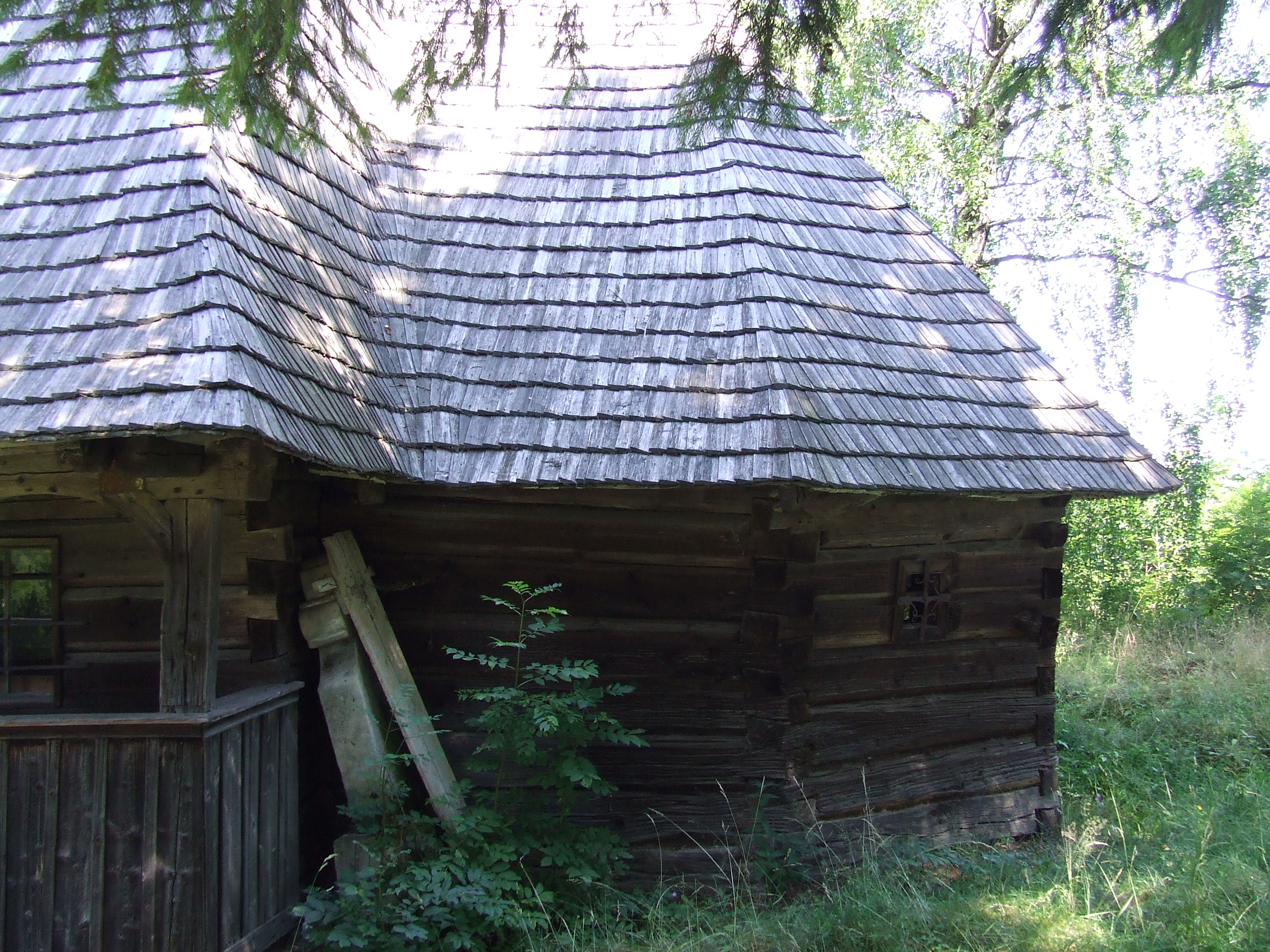

## Külső hivatkozások
- Biserici de lemn din Romania